# Abisara caeca
Abisara caeca là một loài bướm ngày thuộc họ Bướm ngao. Loài này được tìm thấy tại Cameroon, Gabon, Cộng hòa Congo, Angola, Cộng hòa Dân chủ Congo, Uganda và Tanzania. Môi trường sống của loài này là rừng đầm lầy.

## Phân loài
- Abisara caeca caeca (Cộng hòa Dân chủ Congo: Uele, Ituri và Kivu, tây nam Uganda, tây bắc Tanzania)
- Abisara caeca semicaeca Riley, 1932 (Cameroon, Gabon, Congo, tây Cộng hòa Dân chủ Congo, có thể Angola)